# Distrito de Imphal occidental
Imphal occidental es un distrito de la India en el estado de Manipur. Código ISO: IN.MA.WI.
Comprende una superficie de 519 km².
El centro administrativo es la ciudad de Imphal.

## Demografía
Según el censo de 2011 contaba con una población total de 514 683 habitantes, de los cuales 261 055 eran mujeres y 253 628 varones.